# CHAKA (歌手)
CHAKA（チャカ、1960年7月16日 - ）は、日本の歌手、英会話講師。大阪府大阪市西成区出身。

## 概要
元・ジャズピアニストの父（安則明稔）と、元・ダンサー、歌手、フラワーデザイナー、女子プロレスラー（力道子、安則京子）の母を持ち、幼少の頃からジャズ、ソウル・ミュージックなどに親しむ。高校生の頃にロックバンド（MAKE-UP）やブルースバンド（Stick and Stones）でライブハウスを中心にバンド活動を開始し、1978年、地元大阪のジャズクラブでプロ活動も開始。1980年、メンバーには丸本修、羽毛田丈史、寺内茂らがいた大所帯ファンクバンドの草分け的存在「AFRIKA」のオリジナルメンバーとしても活動。
1983年より音楽ユニット「PLAYTECHS」でボーカルとして安則まみの名で活動し、1985年5月22日に「PSY・S」とユニット名を改めてメジャーデビューを行なうと共にCHAKAの名義を用いた。
PSY・S活動中からソロ活動も続け、数々のアーティストとのコラボレーションも多く、古内東子、平井堅、宮沢和史、五島良子らとの共作を集めたアルバム『with friends』を発表。著書多数。『カードキャプターさくら』『はれときどきぶた』『ぜんまいざむらい』などのアニメソング、また『リトル・ポーラ・ベア』『スカイ・クロラ』等、アニメ映画の挿入歌も歌っている（『はれときどきぶた』では近田春夫とのユニットデリシャス・ピッグ名義）。堂本剛のソロ・プロジェクト「ENDLICHERI☆ENDLICHERI」のサポートとしても活動。
1992年にはWOWOWの音楽ドキュメンタリー番組『ザ・レコーディング』のために集められた井上鑑(kb)、大村憲司(gt)、中西康晴(pf)、高水健司(bs)、村上“ポンタ”秀一(dr)らの一流ミュージシャンと共にボーカル・コーラスとして参加。
PSY・S解散直後のソロ・ライブでは、Skoop On SomebodyのTAKE（武田雅治）、川村結花などがバックコーラスを務めた。
2003年にはジャズカテゴリーの2ndアルバム『CHAKA JAZZ〜LOVE』でスイングジャーナル「ジャズディスク大賞」2位を受賞、2004年には、3rdアルバム『CHAKA JAZZ〜 Believin'』（ハンク・ジョーンズ、 マイケル・ブレッカー、ジョージ・ムラーツ、エリック・アレキサンダーなど世界的ジャズミュージシャンが参加）が5位入賞。
無類の格闘技ファンで、総合格闘家前田吉朗、清水清隆らのスポンサーとして、試合用パンツに、アルバム名「CHAKA・JAZZ」のロゴが印刷されている。
親類には、元兵庫県赤穂市市会議員の安則常馬（祖父）、兵庫県たつの市議会議員のたくみ勇人（またいとこ）、元・兵庫県赤穂郡上郡町長の安則真一などがいる。
参加作品
- 岡村靖幸のシングル「Dog Days」
- UNICORNのアルバム曲「君達は天使」（アルバム『服部』）[2]

パール兄弟の曲など、コーラス参加が多数ある

## 出演番組
- ミュージック・トレンド（NHK-FM、1992年4月11日 - 1994年4月1日）

## ディスコグラフィ

### シングル
- 誘惑のハンマー - 1997年
- あッ豚だ!〜一日ゆかいにいきるうた〜 - 1998年 はれときどきぶた エンディングテーマ（デリシャス・ピッグ名義）
- 僕等はもっとすごいはず - 1999年
- 明日へのメロディー - 2000年 劇場版カードキャプターさくら 封印されたカード 主題歌
- ぜんまいざむらいのうた - 2006年 ぜんまいざむらい オープニングテーマ

### アルバム（CHAKA名義）
- うたの引力実験室 - 1991年（カバーアルバム）
- with friends - 1996年（親交のあったミュージシャンとの共作）
- Delicious Hip - 1997年（デリシャス・ヒップ名義）ソウルファンク
- Gift 〜CHAKA Best Collection - 1999年（ベスト盤）
- I FOUND LOVE ‐ 1999年（ベスト盤）

### ジャズ・アルバム
1stから3rdは、安則眞実 名義
| 枚  | 発売日         | タイトル                             | 規格品番   | レーベル             |
| --- | -------------- | ------------------------------------ | ---------- | -------------------- |
| 1st | 2002年10月23日 | Chaka Jazz                           | VRCL-3030  | ヴィレッジ・レコード |
| 2nd | 2003年10月22日 | CHAKA JAZZ〜LOVE                     | VRCL-3035  | ヴィレッジ・レコード |
| 3rd | 2004年10月20日 | Believin' 〜CHAKA Jazz in New York〜 | VRCL-11001 | ヴィレッジ・レコード |
| 4th | 2021年6月25日  | CHAKA JAZZ 〜hush-a-bye              | CHAKA-0001 | Kelo Records         |

### 著書
- レモンの勇気（エッセイ集）- 1993年
- CHAKAのはっぴーいんぐりっしゅ（英会話）- 1994年
- 歌姫と呼ばないで（エッセイ集）- 2010年

## 関連人物
- James Gadson
- Hank Jones
- 堂本剛